# Логор Треблинка
Треблинка II је био нацистички логор смрти у окупираној Пољској активан током Другог светског рата. У овом логору је између јула 1942. и октобра 1943. у оквиру Операције Рајнхард убијено 750.000-850.000 људи, од тога више од 99,5% Јевреја, и око 2.000 Рома. Треблинка је била највећи логор смрти у овој операцији. Већина жртава је транспортована возовима из Варшавског гета. Логор је затворен после побуне у којој је погинуло неколико Немаца и када је мали број затвореника успео да побегне.
Логор Треблинка се налазио поред села Треблинка североисточно од Варшаве у данашњем Мазовском војводству у Пољској. Оближњи логор Треблинка I био је логор за принудни рад и у њему је била смештена администрација логора смрти.

## Оснивање логора Треблинка
Треблинка је замишљена као логор за брзо и масовно истребљење. Њене димензије су свега 600 пута 400 метара. То је био један од 4 тајна логора операције Рајнхард (поред Белзеца, Собибора и Мајданека). Кулмхоф (Хелмно) је био пилот пројекат за изградњу осталих логора смрти. Операцијом Рајнхард је у Пољској руководио СС обергрупенфирер Одило Глобочник као заменик Хајнриха Химлера. За разлику од регуларних концентрационих логора, логори смрти из операције Рајнхард су били одговорни директно Химлеровој канцеларији у Берлину.
Пре операције Рајнард мобилне СС ајнзацгрупе су убиле преко 500.000 Јевреја на територијама источне Европе које су окупирале немачке трупе. Међутим, постало је очигледно да физички не могу да ликвидирају милионе Јевреја које су концентрисали у гета у окупираним земљама. Тако су логори смрти створени са наменом да брзо ликвидирају велики број Јевреја из градских гета. Треблинка је била спремна за овај задатак 24. јула 1942, када су почели да стижу први транспорти Јевреја. По наводима СС бригадног официра Јиргена Штропа (Jürgen Stroop) укупно је 310.000 Јевреја транспортовано теретним вагонима из Варшавског гета у Треблинку у периоду од 22. јула до 3. октобра 1942.

## Логор
Логор Треблинка II се налазио 100 километара североисточно од пољске престонице Варшаве близу села Малкинија Горња, 2,5 километра од железничке станице Треблинка. Логор је организован у два дела: Треблинка I и Треблинка II.
Треблинка I је имала два дела: административни део са касарнама за СС трупе, стражаре, команданта логора, пекаром, складиштем и баракама за око 800 затвореника који су радили у логору. Пут из овог дела логора се спајао са ауто-путем. Други део Треблинке I је био пријемна станица према железничкој прузи. Две бараке уз пругу су служиле за смештај личних ствари затвореника. Једна од њих је била прерушена да изгледа као железничка станица, све са лажним дрвеним сатом. Друге две зграде биле су удаљене око 100 метара од пруге. Једна од њих је била свлачионица за жене, којима би такође секли сву косу. Такозвана благајна је прикупљала новац и накит „на чување“. Ту је била и амбуланта где су одвођени болесни, стари, рањени и преминули. Та мала барака је имала на себи насликан црвени крст. Тамо су затвореници одвођени до ивице јарка у коме су горела мртва тела. Тамо би затворенике натерали да се скину и пуцали би им у потиљак.
Треблинка II је била на брдашцу. Од логора је овамо водила стаза узбрдо (коју су припадници СС цинично звали „Пут на небо“ - Himmelstraße). Стаза је била окружена бодљикавом жицом и водила је директно у зграду са гасним коморама. Иза ове зграде била је велика јама, димензија метар пута 20 метара, у којој је горела ватра. Преко јаме су биле постављене шине на којима су горели лешеви угушених жртава. Постојала је и барака за затворенике који су радили у овом блоку.
У почетку, жртве су сахрањиване у масовне гробнице или су бацане на гомиле, јер радници нису имали времена да их сахране. Смрад од тела у распадању се осећао на даљини од 10 километара. У септембру 1942. изграђене су нове гасне коморе. У њима је било могуће усмртити 3000 људи у два сата.

## Организација логора
Логором је управљало 20–25 СС надзорника (Немаца и Аустријанаца) и 80–120 стражара. Историјски архиви сведоче да је међу стражарима било локалних Немаца (Фолксдојчера) и Украјинаца, а забележени су и случајеви стражара Руса, Татара, Молдаваца, Летонаца и људи из совјетске средње Азије.
Већину послова у логору је обављала група од 700–800 јеврејских логораша организованих у посебне јединице (Sonderkommando). Плава јединица је била одговорна за истоварање вагона, одношење пртљага и чишћење вагона. Црвена јединица је скидала приспеле логораше и односила њихову одећу у складиште. Посебна јединица се бавила новцем, златом, вредносним папирима и накитом. Њихов задатак је био да претресу логораше пред сам улазак у гасне коморе. Екипа зубара би клијештима вадила златне зубе из вилица угушених жртава. Посебна јединица је била задужена за одношење лешева од гасних комора до крематоријума, и оно су морали да претражују пепео, дробе препознатљиве остатке покојника и сахрањују пепео у јаме. Они су становали у логору Треблинка II. Једна група се бавила одржавањем логора, док је камуфлажна јединица свакодневно скупљала зелене гране у шуми и уплетала их у бодљикаве жице логора. Стражари су често тукли и понекад убијали ове помоћне раднике, који су свакодневно бирани међу придошлицама.
Многи логораши у очају због смрти породица су починили самоубиство вешајући се у бараци. Радне јединице су мењане на сваких 3 до 5 дана, при чему би старе биле ликвидиране.

## Истребљење
Жртве су у Треблинку стизале возом, затим су одвајане по полу, и наређивано им је да се свуку до гола. Зими температуре су падале и до -20 °C. Стражари су бирали оне које су слали у лажну амбуланту, а то су обично били они који су се бунили. У тој згради би их стрељали. Женама су секли косу пре него што би их одводили до гасних комора.

Гасне коморе су имале шпијунке кроз које су Немци могли да гледају како жртве умиру. Отровни угљен моноксид је производио снажни камионски дизел-мотор. Када би двадесетак минута касније затвореници у служби стражара отворили комору са друге стране, видели би: „изобличене, изгрижене затворенике, ишчупаних ушију, како леже један на другом у свим могућим положајима“. У прво време лешеви су бацани у масовне гробнице. Касније су спаљивани на решеткама од бетона и железничких шина. Понекад би се десило да неки затвореник оживи на свежем ваздуху, обично трудне жене. Њих би докрајчили стражари и они би били спаљивани као и сви остали. У једном маху је спаљивано 800–1.000 тела, а ломача би горела око 5 сати. Она је горела 24 сата дневно.
Логори смрти нису имали функцију принудног рада за разлику од концентрационих логора. Логор је био камуфлиран као железничка станица са истакнутим редом вожње и сатом (један затвореник би га подешавао на приближно тачно време у време доласка воза).

## Отпор
Августа 1943. побунили су се логораши из радних јединица. Уграбили су лако оружје, полили просторије керозином и запалили их. У хаосу који је настао погинуло је неколико немачких војника и велики број логораша (од 1500 њих који су се побунили, преживело је 40). То су готово једини преживели логораши логора Треблинка. После овог догађаја логор је престао са радом. Командант логора Курт Франц поменуо је у својим сећањима: „После устанка из августа 1943. сам сам управљао логором месец дана. За то време није било егзекуција гасом. Првобитни логор је за то време сравњен и ту је засејан боб“.
После побуне Немци су одлучили да побију преостале јеврејске затворенике и затворе логор. Ватра је знатно оштетила инсталације, а и ликвидација Пољских Јевреја је била готово остварена. Одило Глобочник је писао Химлеру: „19. октобра 1943. комплетирао сам Операцију Рајнхард и распустио све логоре“. Последње жртве логора Треблинка била је група од тридесет жена стрељаних крајем новембра.

## Епилог
Сматра се да је у овом логору страдало 245.000 Јевреја из Варшавског гета, 112.000 Јевреја из области око Варшаве, више од 337.000 Јевреја из области Радома, 35.000 из околине Лублина и 107.000 из околине Бјалистока. Од Јевреја из дугих земаља ту су уморени: 7.000 Јевреја из Словачке, 8.000 из логора у Терезијенштату, 4.000 Јевреја из Грчке и 7.000 Јевреја из Македоније.
Извештај Др Хелмута Краусника, директора Института за модерну историју из Минхена, на суђењу у Диселдорфу из 1965, потврдио је да је у Треблинки убијено најмање 700.000 људи. Исти суд је 1969, уважавајући нове доказе Др Волфганга Шефлера, ревидирао ову бројку на 900.000. Немачки војници стационирани у Треблинки тврдили су да је ту убијено 1.000.000 до 1.400.000 људи. 
Године 2001. објављен је документ из британске архиве - копија декодованог телеграма којег је упутио заменик команданта Операције Рајнхарт. Хефлеов телеграм наводи да је до краја децембра 1942. у Треблинци усмрћено 713.555 Јевреја. Када се овоме додају подаци о броју убијених 1943. долази се до цифре од око 800.000. Јацек Млинарчук процењује минималан број жртава на 780.863.
Израелски суд је 25. априла 1988. осудио Џона Демјањука на смрт због ратних злочина почињених у Треблинки. Сматрало се да је био злогласни стражар са надимком Иван Грозни. Његова пресуда је одбачена 1993. због сумње у веродостојност. Године 2009. оптужен је за 29.000 убистава у логору Собибор. Једанаестог маја исте године испоручен је из САД у Немачку ради суђења.
Аустријанац Франц Штангл је био командант логора Треблинка од лета 1942. Године 1951. Штангл је побегао у Бразил где је радио у Фолксвагеновој фабрици у Сао Паолу. Аустријске власти су знале за његову улогу у масовним убиствима, али нису издале налог за његово хапшење све до 1961. После шест година тражења и бирократске процедуре, у чему је помогао Симон Визентал, Штангл је испоручен Западној Немачкој где му је суђено за смрт 900.000 људи. Он је признао да је саучествовао у овим убиствима, уз коментар: „Моја савест је чиста. Ја сам само обављао своју дужност“. Проглашен је кривим 22. октобра 1970. и осуђен на доживотни затвор. Умро је у затвору у Диселдорфу 28. јуна 1971.

### Судбина команданата логора Треблинка
- Ирмфрид Еберл (до августа 1942) - самоубиство
- Франц Штангл (август 1942. до августа 1943) - умро на издржавању доживотне робије 1967—1971.
- Курт Франц (од августа 1943) - издржавао казну 1959—1993, умро 1998.